# Manuel Herrick

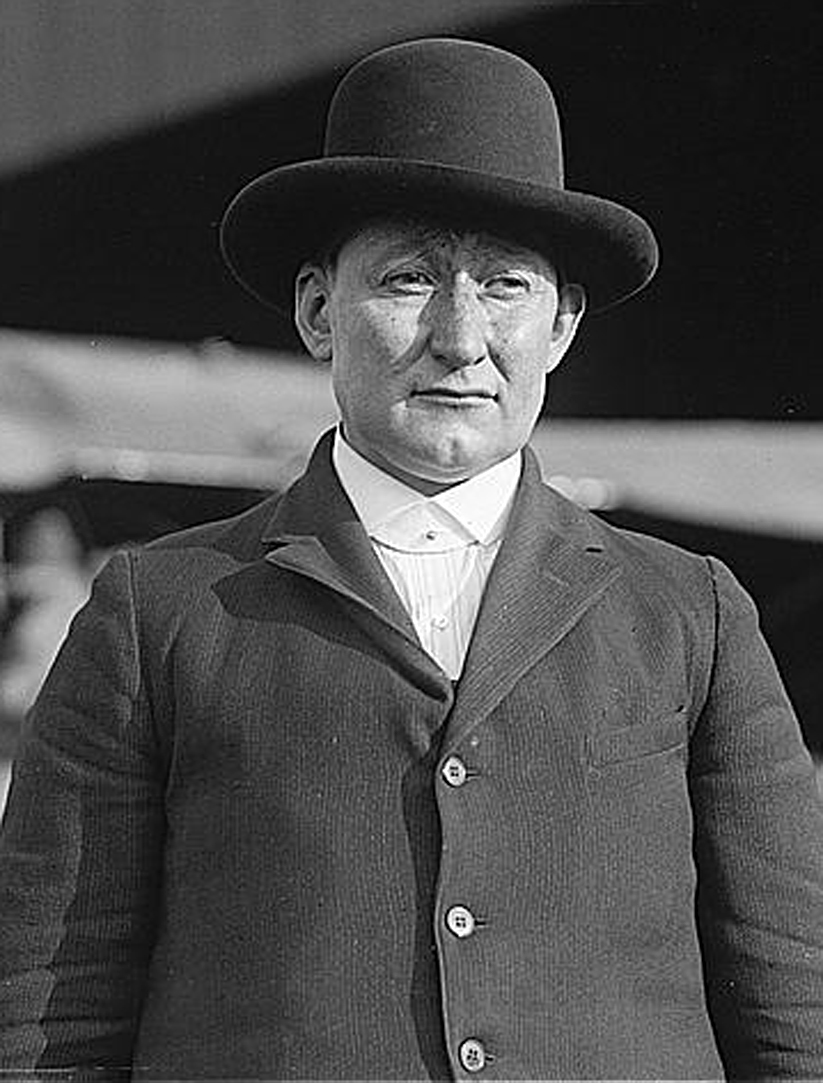
Manuel Herrick (1922)

Manuel Herrick (* 20. September 1876 in Perry, Ohio; † 11. Januar 1952 bei Quincy, Kalifornien) war ein US-amerikanischer Politiker. Zwischen 1921 und 1923 vertrat er den achten Wahlbezirk des Bundesstaates Oklahoma im US-Repräsentantenhaus.

## Werdegang
Im Jahr 1877 kam Manuel Herrick mit seinen Eltern in das Greenwood County in Kansas. Er hat sich das notwendige Wissen selbst angeeignet und begann danach in der Landwirtschaft zu arbeiten. Im Jahr 1893 ließ er sich im sogenannten Cherokee Strip im damaligen Oklahoma-Territorium nieder. Dort befasste er sich mit der Viehzucht und anderen landwirtschaftlichen Aktivitäten.
Politisch war Manuel Herrick Mitglied der Republikanischen Partei. 1920 wurde er als deren Kandidat in das US-Repräsentantenhaus in Washington, D.C. gewählt, wo er am 4. März 1921 Charles Swindall ablöste. Da er für die folgenden Wahlen nicht mehr nominiert wurde, konnte er bis zum 3. März 1923 nur eine Legislaturperiode im Kongress absolvieren.
Nach dem Ende seiner Zeit im Kongress widmete sich Herrick wieder seinen privaten Geschäften. Im Jahr 1933 zog er nach Kalifornien. Dort engagierte er sich auch im Bergbau. In den folgenden Jahren bewarb er sich mehrfach erfolglos um eine Rückkehr in den Kongress. Manuel Herrick starb im Januar 1952 auf dem Weg zu einer seiner Minen. Er geriet in einen Schneesturm und verschwand zunächst spurlos. Erst am 29. Februar wurde seine Leiche im Schnee gefunden.